# Margasīn
Margasīn (persiska: مرگسين, مَرگين) är en ort i Iran.   Den ligger i provinsen Qazvin, i den nordvästra delen av landet, 170 km väster om huvudstaden Teheran. Margasīn ligger 1 571 meter över havet och antalet invånare är 278.
Terrängen runt Margasīn är huvudsakligen kuperad, men norrut är den platt. Runt Margasīn är det ganska glesbefolkat, med 29 invånare per kvadratkilometer. Närmaste större samhälle är Tākestān, 17,8 km söder om Margasīn. Trakten runt Margasīn består i huvudsak av gräsmarker.